# Send Me Your Money
Send Me Your Money è una canzone dei Suicidal Tendencies, pubblicata come singolo nel 1990 dal loro quinto album in studio Lights... Telecamera... Revolution!. Il brano contribuì molto alla transizione dei Suicidal verso uno stile Thrash metal. Il suo video musicale fu largamente trasmesso da Headbangers Ball di MTV. Fu inoltre la prima ed unica traccia della band ad entrare in classifica nel Regno Unito.
Anche se Send Me Your Money è stata pubblicata nel 1990, faceva regolarmente parte della scaletta dei loro concerti già dal 1985.

## Descrizione
La canzone inizia con un'introduzione di batteria, seguita da una linea di basso funky di Robert Trujillo.   La struttura del brano è caratterizzata da strofe sempre divise dal ritornello. Il riff principale è lo stesso di "You'll Be Sorry" (parte 2 di "Suicide's An Alternative") dall'omonimo album dei Suicidal. Il testo della canzone è una denuncia verso i predicatori disonesti, colpevoli di derubare ingenui e creduloni. La canzone presenta anche due veloci assoli di basso di Trujillo.

## Video musicale
Il video inizia con la band che suona su una scena, poi il ritornello inizia e con lui anche un cambio continuo tra la band, Miur che tiene una telecamera davanti ad uno sfondo psichedelico ed una donna nuda che guarda una TV. Durante il resto della canzone, il video cambia alternando la band, Muir e un predicatore apparentemente molto ricco. La band suona anche a tavola. Durante il ritornello, tutti i membri della band tranne Muir cantano "Send Me Your Money" imitando un coro gospel. Il video clip si conclude con Muir che distrugge la TV con una mazza. Il video è stato presentato anche su Beavis e Butt-head per l'episodio "Door to Door". La regia è di Sara Nichols mentre all’acconciatura ed al trucco troviamo Jan Pedis e Chanelli Lamby.

## Tracce
7"
- Lato A

1. Send Me Your Money – 3:24 (Mike Muir)

- Lato B

1. You Can't Bring Me Down – 5:50 (Mike Muir, Rocky George)

## Formazione
- Mike Muir - voce
- Rocky George - chitarra solista
- R. J. Herrera - batteria
- Mike Clark - chitarra ritmica
- Robert Trujillo - basso